# Заручевье (Вельский район)
Заручевье — деревня в Вельском районе Архангельской области. Входит в состав Муниципального образования «Благовещенское».

## География
Деревня расположена в южной части Архангельской области, в таёжной зоне, в пределах северной части Русской равнины, в 58 километрах на север от города Вельска, между рекамии Устья и Вага, близ озера Воскресенское. Ближайшие населённые пункты: на юге село Воскресенское, на севере деревня Брюховская.
Часовой пояс
Заручевье, как и вся Архангельская область, находится в часовой зоне МСК (московское время). Смещение применяемого времени относительно UTC составляет +3:00.

## Население
| 2002 | 2010 | 2012 | 2014 |
| ---- | ---- | ---- | ---- |
| 23   | ↘20  | ↗21  | →21  |

## История
Деревня указана в «Списке населённых мест по сведениям 1859 года» в составе Шенкурского уезда(1-го стана) Архангельской губернии под номером «1995» как «Село Воскресенское(Кузнецовское)». Насчитывала 8 дворов, 31 жителя мужского пола и 57 женского.
В «Списке населенных мест Архангельской губернии на 1 мая 1922 года» в селе уже 12 дворов, 34 мужчины и 43 женщины. В административном отношении село входило в состав Воскресенского сельского общества Воскресенской волости Шенкурского уезда.